# Hugo Berks
Hugo Berks (21. dubna 1841 Ogulin – 5. dubna 1906 Goričica u Šentjuru) byl rakouský politik slovinské národnosti, na přelomu 19. a 20. století poslanec Říšské rady.

## Biografie
V roce 1870 opustil vojenskou službu. Žil pak na svém statku v Blagovně. Byl rytířem. V roce 1876 se stal členem okresního zastupitelstva v Celji. Přestože nebyl původně slovinské národnosti, přijal později za svůj program národní autonomie Slovinců ve Štýrsku. Už ve volbách do Říšské rady roku 1879 neúspěšně kandidoval, ale porazil ho německý kandidát Richard Foregger.
Do celostátní politiky prorazil až koncem 19. století. Ve volbách do Říšské rady roku 1897 získal mandát v Říšské radě za kurii venkovských obcí, obvod Celje, Brežice atd. Byl nástupcem dosavadního poslance Mihaela Vošnjaka. Na Říšské radě byl členem klubu Slovinský svaz a soustřeďoval se na ekonomická témata. Podle nekrologu v Národní politice se v době vlády Kazimíra Badeniho a následné vlády Franze Thuna několikrát vyjádřil pro koalici s německou liberální levicí. Mandát obhájil za týž obvod i ve volbách do Říšské rady roku 1901. Setrval zde do své smrti roku 1906. Pak ho nahradil Fran Voušek. K roku 1897 se profesně uvádí jako statkář.
Jeho manželkou byla spisovatelka Mara Čop.
Zemřel v dubnu 1906, přičemž v poslední době před smrtí se již neúčastnil politického života.